# Paul Rudnick
Paul Rudnick (* 29. Dezember 1957) ist ein US-amerikanischer Autor und Drehbuchautor.

## Leben
Rudnick studierte Theater an der Yale University.  Er schrieb mehrere Drehbücher zu verschiedenen Filmen. Als Autor verfasste er Bücher wie Social Disease, I'll Take It und Extasy Club. Er lebt in New York City und ist offen homosexuell.

## Werke (Auswahl)

### Drehbücher
- Sister Act – Eine himmlische Karriere
- Die Addams Family in verrückter Tradition
- Jeffrey
- The Celluloid Closet – Gefangen in der Traumfabrik
- In & Out
- Die Frauen von Stepford

### Theaterstück
- "The Naked Eye" - Die nackte Wahrheit Deutschsprachige Erstaufführung 23. November 2013 in Salzburg

## Bücher
- 1986: Social Disease
- 1990: I'll Take It
- 1995: Extasy Club